# Cornelis Saftleven

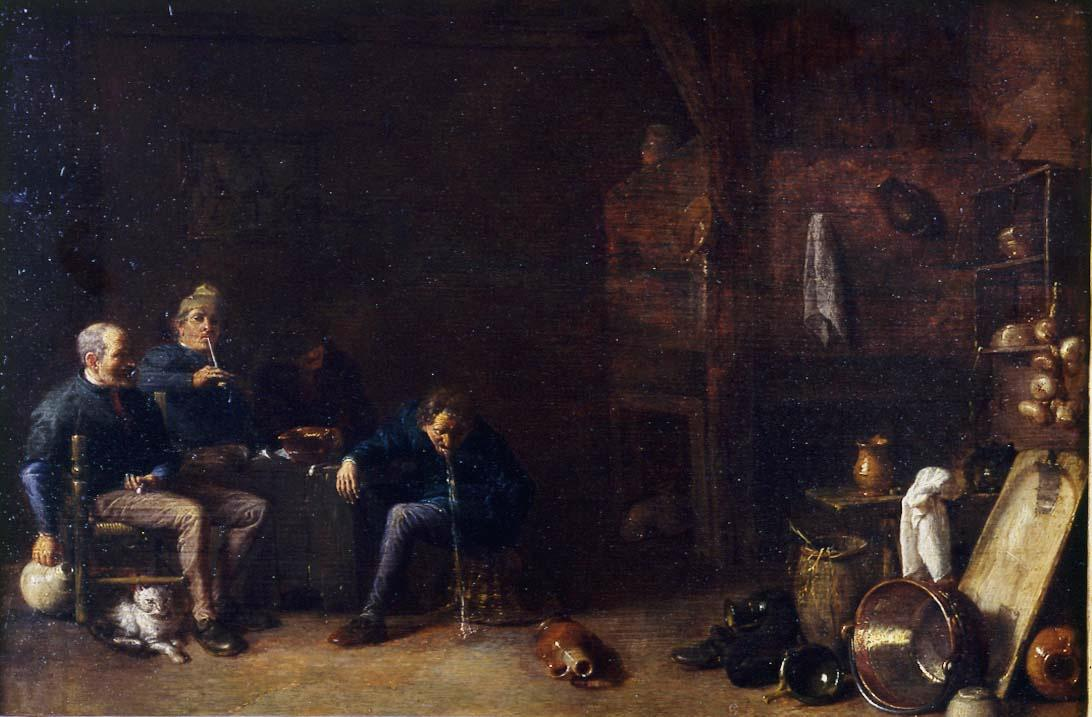
Escena de taverna, oli sobre taula, 36 x 54 cm, Madrid, Reial Acadèmia de Belles Arts de San Fernando.

Cornelis Saftleven (Gorinchem, 1607 – Rotterdam, 1681), fou un pintor barroc neerlandès, especialitzat en els paisatges i la pintura de gènere amb escenes camperoles i petites figures.
Nascut en Gorinchem, va establir-se primer a Rotterdam amb el seu pare, també pintor, amb qui sembla probable que s'iniciés en la pintura, mort el 1627 quan Cornelis tenia solament vint anys. En 1632 se li documenta en Rotterdam i poc després a Anvers on va entrar en contacte amb Peter Paul Rubens, qui va pintar les figures d'alguns dels seus quadres. A la mort d'aquest, el 1640, es van inventariar entre els seus béns vuit pintures de Saftleven, quatre d'elles amb figures del propi Rubens. La influència del mestre flamenc en l'obra de Saftleven, amb tot, és petita i cap quadre fruit d'aquesta col·laboració es coneix. El 1637, després d'una curta estada a Utrecht on residia el seu germà Herman Saftleven (1609-1685), amb qui va col·laborar en algun retrat, va retornar a Rotterdam on el 1667 va ser designat degà del gremi local de pintors.
Encara que el gruix de la seva producció ho formen els paisatges amb figures i les pintures de gènere, amb escenes camperoles i de taverna, a la manera de David Teniers el Jove i d'Adriaen Brouwer, va pintar també quadres historiats amb motius religiosos i mitològics i algun retrat juntament amb un elevat nombre d'estudis d'animals utilitzats en les seves pintures d'estables i interiors camperols, gènere nou en la pintura holandesa del que els germans Saftleven poden ser considerats iniciadores.